# Гарахонай
Национальный парк Гарахонай (исп. Parque nacional de Garajonay) расположен в центральной части острова Гомера, Канарские острова, Испания. Получил статус национального парка в 1981 году, а в 1986 году был включён в список Всемирного наследия ЮНЕСКО. Площадь парка составляет 40 км². Название парка произошло от скалы Гарахонай, самой высокой точки острова (1484 м). Небольшое плато, расположенное на территории парка находится на высоте 790—1400 м над уровнем моря.
В парке произрастают хорошо сохранившиеся лавровые влажные субтропические леса (монтеверде), в третичный период покрывавшие большую часть Европы. Подобные леса, которые также сохранились на Азорских островах и островах Мадейра, состоят из лавровых вечнозелёных деревьев, достигающих в высоту 40 м, под которыми образуется богатая биота из травянистых растений, подлеска, беспозвоночных, птиц и летучих мышей. Многие виды растений являются эндемичными для Канарских островов. Леса занимают 70 % площади парка.

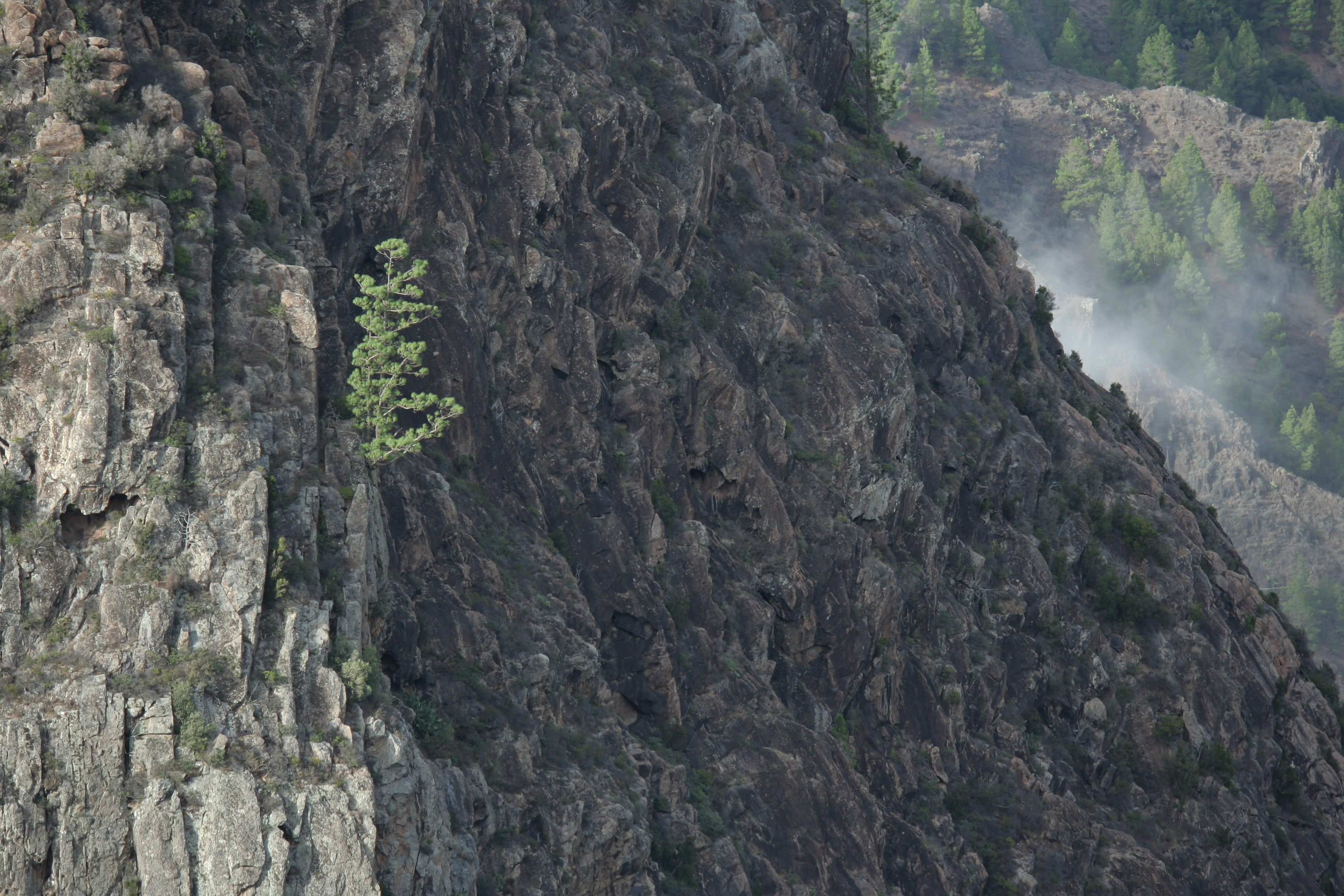
«Roque Ojila»
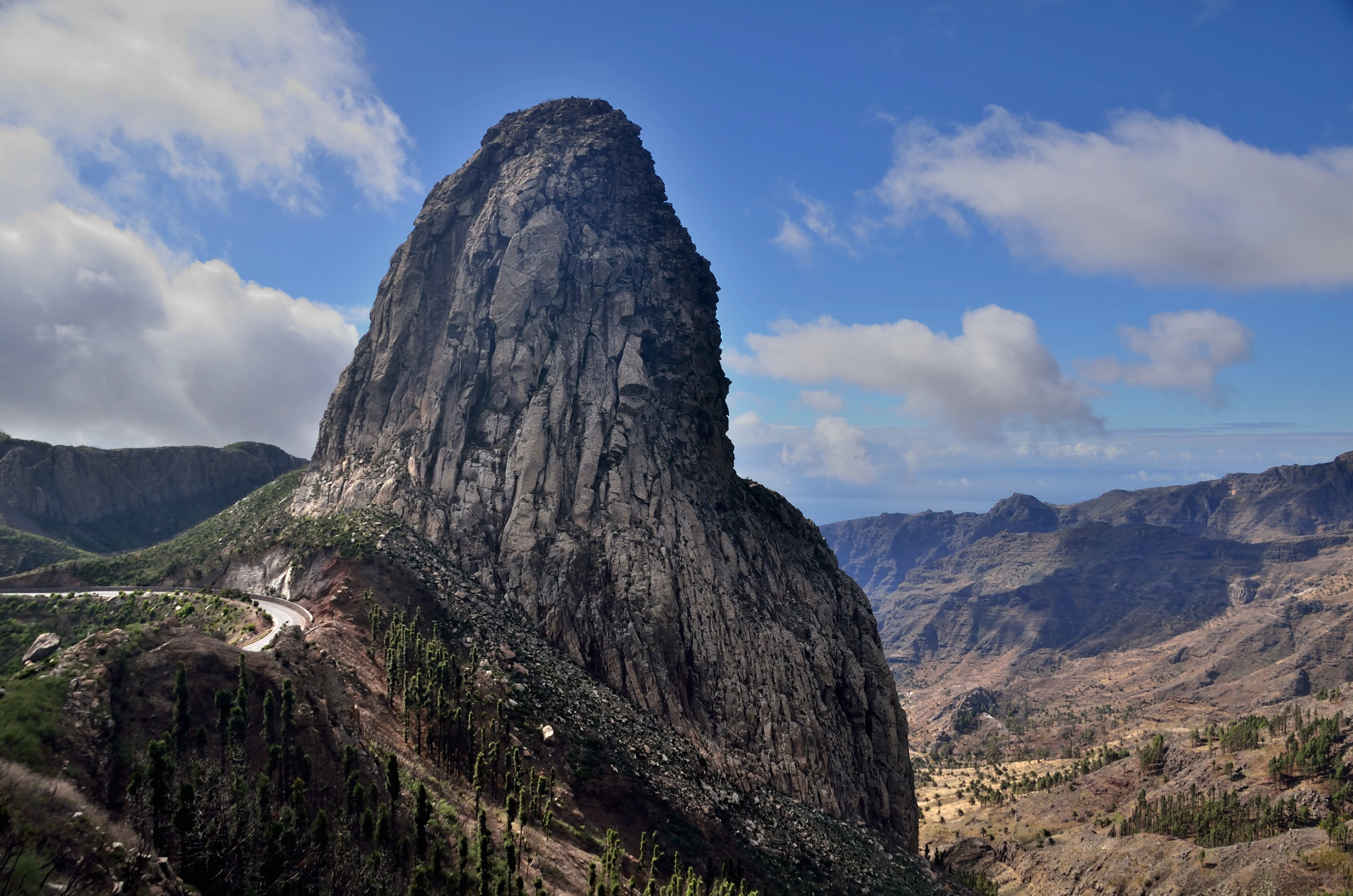
«Roque de Agando»
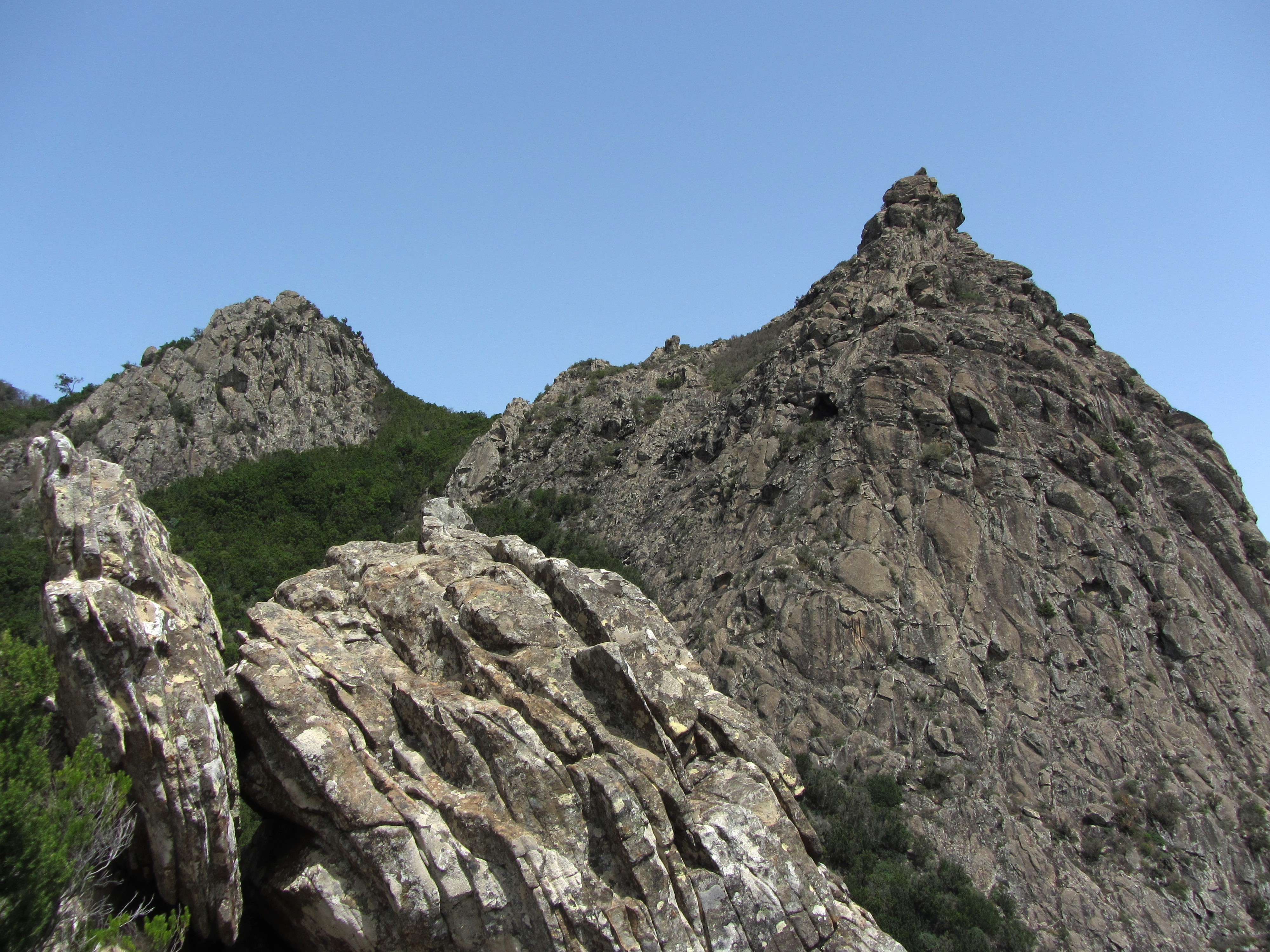
«Roque de La Zarcita»

## Гара и Хонай
Скала и парк названы в честь гуанчских возлюбленных Гары и Хоная, чья история напоминает истории Ромео и Джульетта и Геро и Леандра. Гара была принцессой Агуло на острове Гомера. В ходе фестиваля Беньесмен незамужние девушки Агуло по традиции смотрели на своё отражение в водах Чоррос-дель-Эпина. Если вода была чистой, то это означало, что они найдут себе мужа. Если мутной, то им грозит неудача в любовных делах. Когда Гара посмотрела в воду, то она чётко увидела своё отражение. Однако она смотрела на него слишком долго и отражающееся от воды солнце временно ослепило её. Мудрец по имени Гериан истолковал это как то, что ей следовало избегать огня, иначе он её поглотит.
Хонай был сыном короля Адехе на Тенерифе, прибывшим на остров для участия в фестивале. Участие Хоная в играх привлекло внимание Гары, которая влюбилась в юношу. К сожалению, когда была объявлена помолвка, вулкан Тейде, который видно с острова Гомера, начал извергаться, как будто в неодобрение. Это было истолковано как плохой знак, и родители молодых людей разорвали помолвку. Хоная заставили вернуться на Тенерифе, но однажды ночью он переплыл пролив, разделяющий острова, и воссоединился со своей возлюбленной. Отцы беглецов приказали найти их. Вскоре любовники были захвачены на горе, где они решили вместе свести счёты с жизнью.

## Галерея

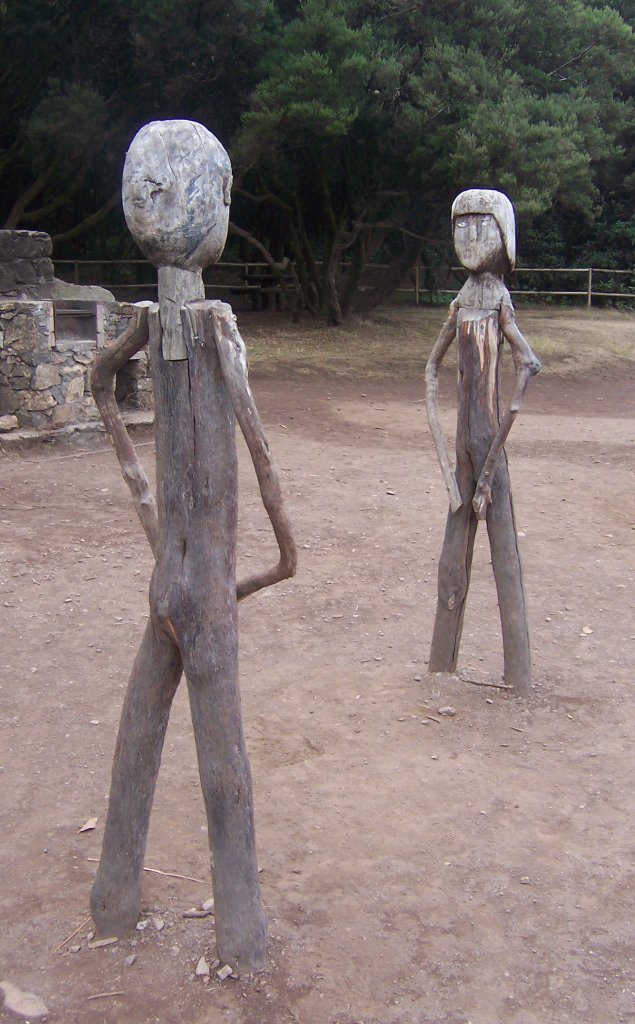
Деревянные статуи Гары и Хоная в парке
Расположение национального парка Гарахонай на острове
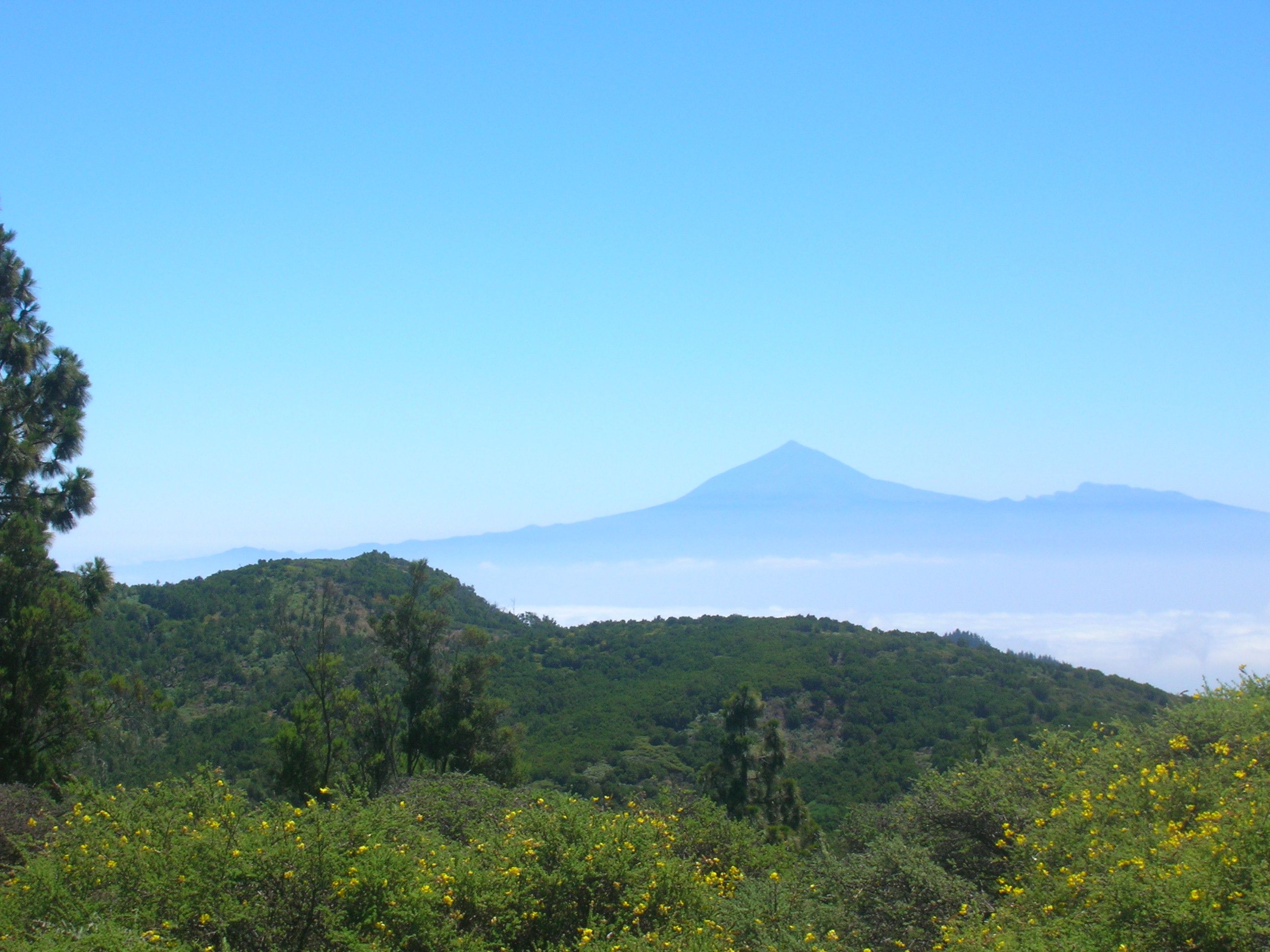
Вид на вулкан Тейде из парка Гарахонай
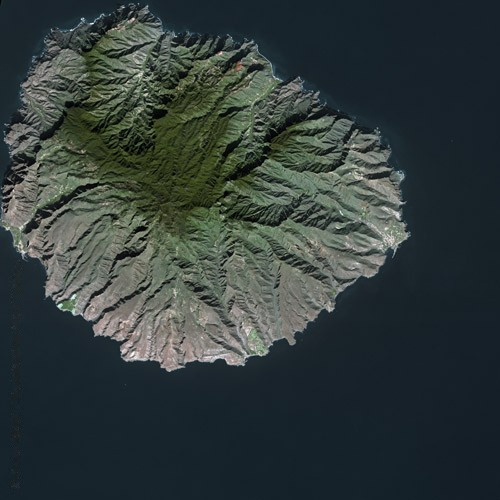
Вид на парк из космоса
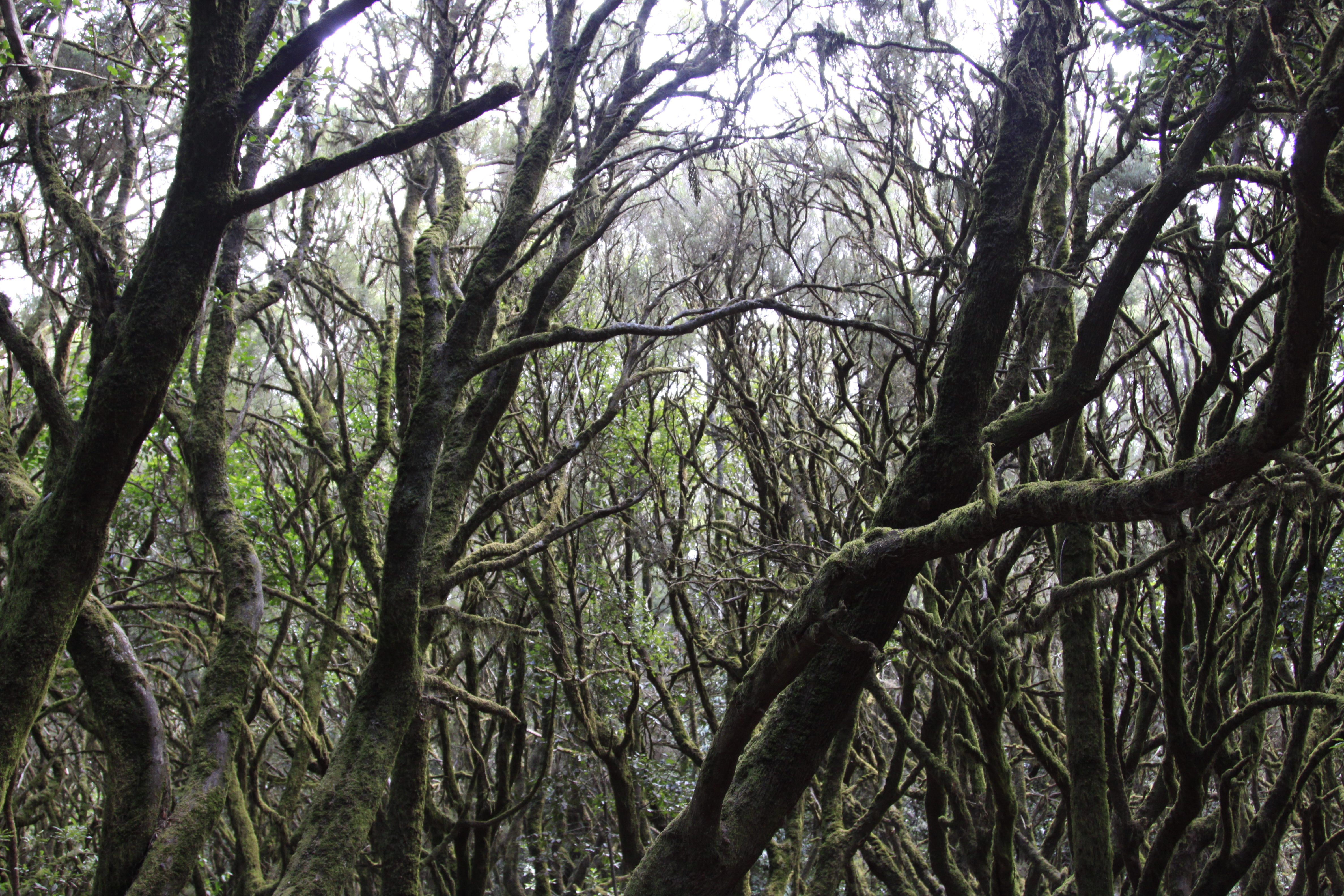
В лесу национального парка Гарахонай